# Kamienica przy ulicy Staromiejskiej 6 w Katowicach
Kamienica przy ulicy Staromiejskiej 6 w Katowicach – zabytkowa, narożna kamienica mieszkalno-biurowo-handlowa, położona przy ulicy Staromiejskiej 6 w Katowicach-Śródmieściu, na rogu z ulicą Dyrekcyjną. Została ona wybudowana w stylu modernistycznym z elementami secesji w latach ok. 1904–1906, a jej projekt opracowano prawdopodobnie w pracowni Ignatza Grünfelda.

## Historia
Kamienica została wybudowana w latach 1904–1906 (bądź w latach 1904–1907 lub 1906–1907), zaś projekt opracowano prawdopodobnie w firmie budowlanej Ignatza Grünfelda. Pierwszym właścicielem kamienicy był L. Altmann, a po nim jego spadkobiercy.
W 1935 roku właścicielem budynku była M. Przysłowska. W tym czasie w kamienicy działały m.in.: kawiarnia „Opera” Henryka Hartmanna, sklep obuwniczy „Stabil” Józefa Palusińskiego, skład tekstylny braci Guttman, a także mieszkali tu min. lekarze, inżynierowie i kupcy. W okresie międzywojennym działało tu też biuro spółki „Fu Men” dawniej „Ost kohlen” Górnośląski Handel Węgla. W tym samym okresie kamienicę przebudowano, zaś w latach 50. XX wieku kamienicę powiększono o jeszcze jedną kondygnację użytkową – wówczas to przebudowano i zaadaptowano poddasze. W okresie Polski Ludowej w kamienicy pod numerem 6 działał bar przekąskowy „Smak”.
29 sierpnia 1994 roku budynek wpisano do rejestru zabytków. 
Na początku 2022 w systemie REGON było czynnych prawie 570 aktywnych podmiotów gospodarczych z siedzibą przy ulicy Staromiejskiej 6, z czego prawie wszystkie w lokalu nr 10D, w którym funkcjonowało w tym czasie wirtualne biuro. Ponadto działały w tym czasie m.in.: szkoła dla dorosłych, księgarnia, dystrybutor e-papierosów, salon fryzjerski, zarządca nieruchomościami i biuro podróży, a w przeszłości była siedzibą założonego w 1990 roku Wydawnictwa FA-art. 

## Charakterystyka

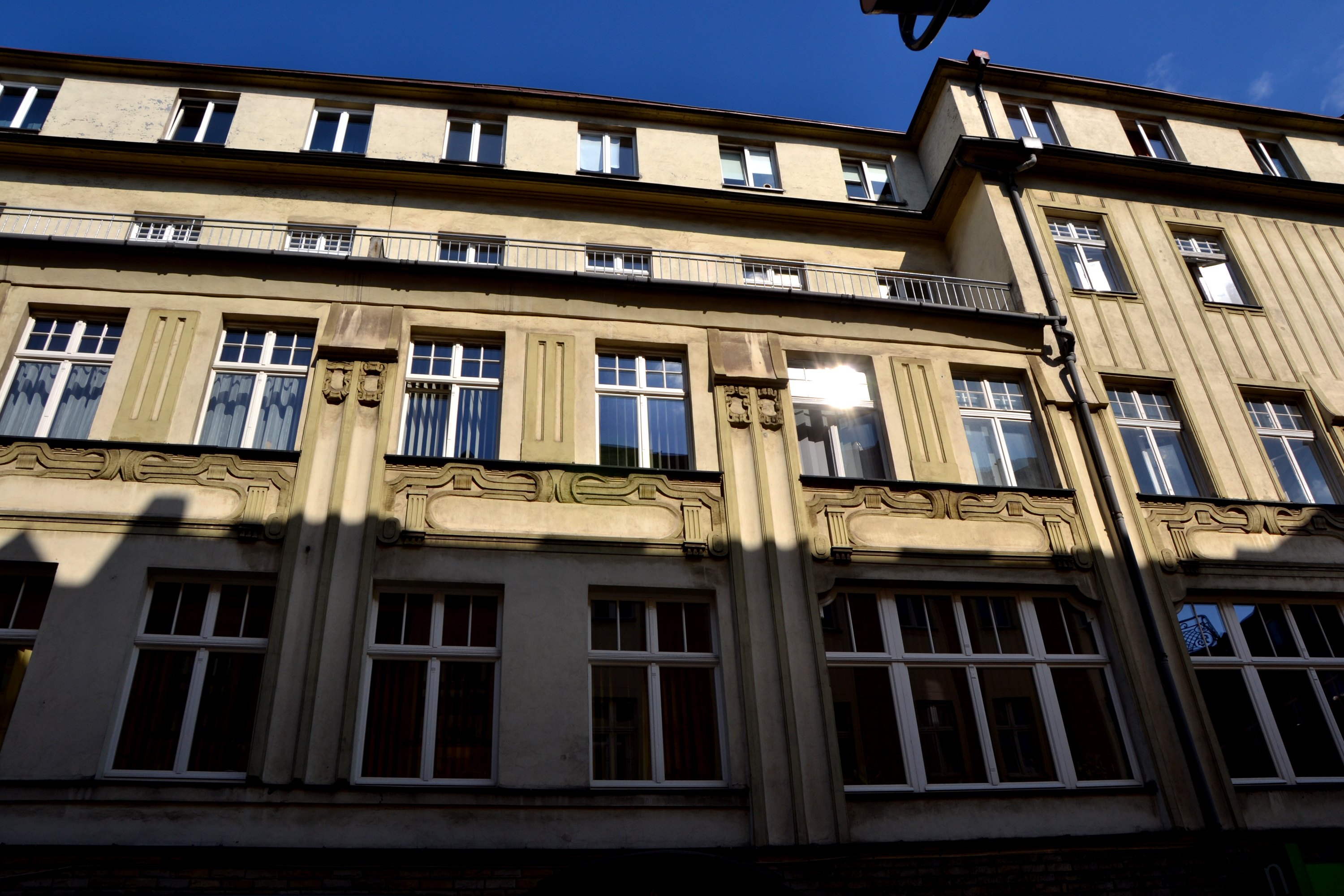
Fragment elewacji widziany od strony ulicy Staromiejskiej

Zabytkowa, narożna kamienica mieszkalno-biurowo-handlowa położona jest w rogu ulicy Staromiejskiej 6 i ulicy Dyrekcyjnej w katowickiej dzielnicy Śródmieście. Jest ona wybudowana w stylu modernistycznym z elementami secesji.  
Powierzchnia zabudowy kamienicy wynosi 640 m². Wybudowana jest ona na planie litery „U”. Bryła budynku jest dwuskrzydłowa, kryta płaskim dachem. Posiada on pięć kondygnacji nadziemnych oraz podpiwniczenie. W narożu kamienicy znajduje się dwukondygnacyjny wykusz. 
Elewacja kamienicy jest niesymetryczna, tynkowana. Na każdej z kondygnacji ma ona różną liczbę osi, z czego na trzeciej kondygnacji są one zdwojone, a pomiędzy nimi znajdują się żłobkowe pilastry. Czwarta i piąta kondygnacja kamienicy została nadbudowana i posiada uproszczoną formę. Elewacje na obydwu skrzydłach zamknięte są loggiami. Pod oknami trzeciej kondygnacji znajdują się płyciny z dekoracją sztukatorską o motywach geometrycznych, zaś narożnik kamienicy zdobią pionowe pasy.
Parter kamienicy został z biegiem czasu przebudowany. Drzwi wejściowe do kamienicy mieści się w skrzydle południowym. Na klatce schodowej znajdują się dwubiegowe, współcześnie przebudowane schody z metalową, oryginalnie zachowaną balustradą, zaś w oknach klatki schodowej zachowały się kolorowe szybki. 
Kamienica jest wpisana do rejestru zabytków pod współczesnym numerem A/676/2020 (dawny numer to A/1544/94) – granice ochrony obejmują cały budynek. Budynek wpisany jest także do gminnej ewidencji zabytków miasta Katowice. 